# Natchez National Historical Park
Le Natchez National Historical Park est une aire protégée américaine située dans le comté d'Adams, dans le Mississippi. Établi le 7 octobre 1988, ce parc historique national protège plusieurs sites dans et autour de Natchez, parmi lesquels la William Johnson House. Inscrit au Registre national des lieux historiques depuis sa création, il est géré par le National Park Service.